# 49º parallelo Nord
Il 49º parallelo di latitudine nord forma un lungo tratto del confine tra Canada e Stati Uniti d'America, dalla provincia di Manitoba alla Columbia Britannica sul lato canadese e dallo stato del Minnesota a Washington sul lato statunitense. Il suo utilizzo come confine è il risultato del trattato del 1818 prima e del trattato dell'Oregon del 1846 poi, durante la presidenza di James Knox Polk.

## Storia
Dopo che gli Stati Uniti acquisirono la Louisiana nel 1803, venne generalmente concordato che il confine tra questo Stato e la britannica Terra di Rupert fosse lungo lo spartiacque tra i bacini del fiume Missouri e del fiume Mississippi su un lato e sul bacino della baia di Hudson dall'altro. Comunque, è difficile determinare precisamente la posizione dello spartiacque in una regione pianeggiante come quella del Nord America centrale.
I comitati americani e britannici che si incontrarono dopo la guerra del 1812 per risolvere le dispute sui confini, riconobbero che ci sarebbe stata molta animosità nel rilevamento topografico dello spartiacque, e si accordarono su una soluzione più semplice nel 1818: il 49º parallelo. Entrambe le parti guadagnarono e persero del territorio per via di questa convenzione, ma al netto gli USA guadagnarono più di quanto persero. Questa convenzione stabiliva il confine solo tra il lago dei Boschi e le Montagne Rocciose; ad ovest di queste, la convenzione stabilì un'occupazione congiunta del Territorio dell'Oregon.
Anche se il trattato del 1818 impostò il confine dal punto di vista di USA e Regno Unito, nessuna delle due nazioni fu immediatamente sovrana sui territori spartiti: il controllo effettivo rimase alle nazioni locali, principalmente Meticci, Assiniboine, Lakota e Piedi Neri. La loro sovranità venne gradualmente ceduta per conquista o con trattati in diversi decenni a seguire.
Nel 1846 il trattato dell'Oregon divise il Territorio dell'Oregon tra il Nord America Britannico e gli Stati Uniti, estendendo il confine del 49º parallelo verso la costa occidentale e attraverso lo stretto di Juan de Fuca. A questa latitudine, in prossimità del solstizio d'estate, è possibile che il crepuscolo astronomico possa non terminare del tutto durante le ore notturne, lasciando quindi un piccolo lembo di luce solare riflessa nell'atmosfera in direzione nord, nel momento della mezzanotte astronomica. Il 49º parallelo nord transita nell'Aeroporto di Parigi Charles de Gaulle, a circa 20 km a nord di Parigi.